# Muzeum Browaru Żywiec
Muzeum Browaru Żywiec – otwarta w 2006 roku instytucja muzealna zawierająca eksponaty związane z piwem i ukazujące historię browaru w Żywcu.

## Historia
Muzeum Browaru Żywiec zostało uruchomione 9 września 2006 roku w wykutych w skale piwnicach leżakowych żywieckiego browaru z okazji 150-lecia jego istnienia.
W drugiej połowie 2016 roku w muzeum odbył się półroczny remont, dzięki czemu wprowadzono więcej interaktywnych i multimedialnych ekspozycji.
W sierpniu 2018 roku muzeum odwiedził milionowy gość.

## Wnętrza muzeum i ekspozycja

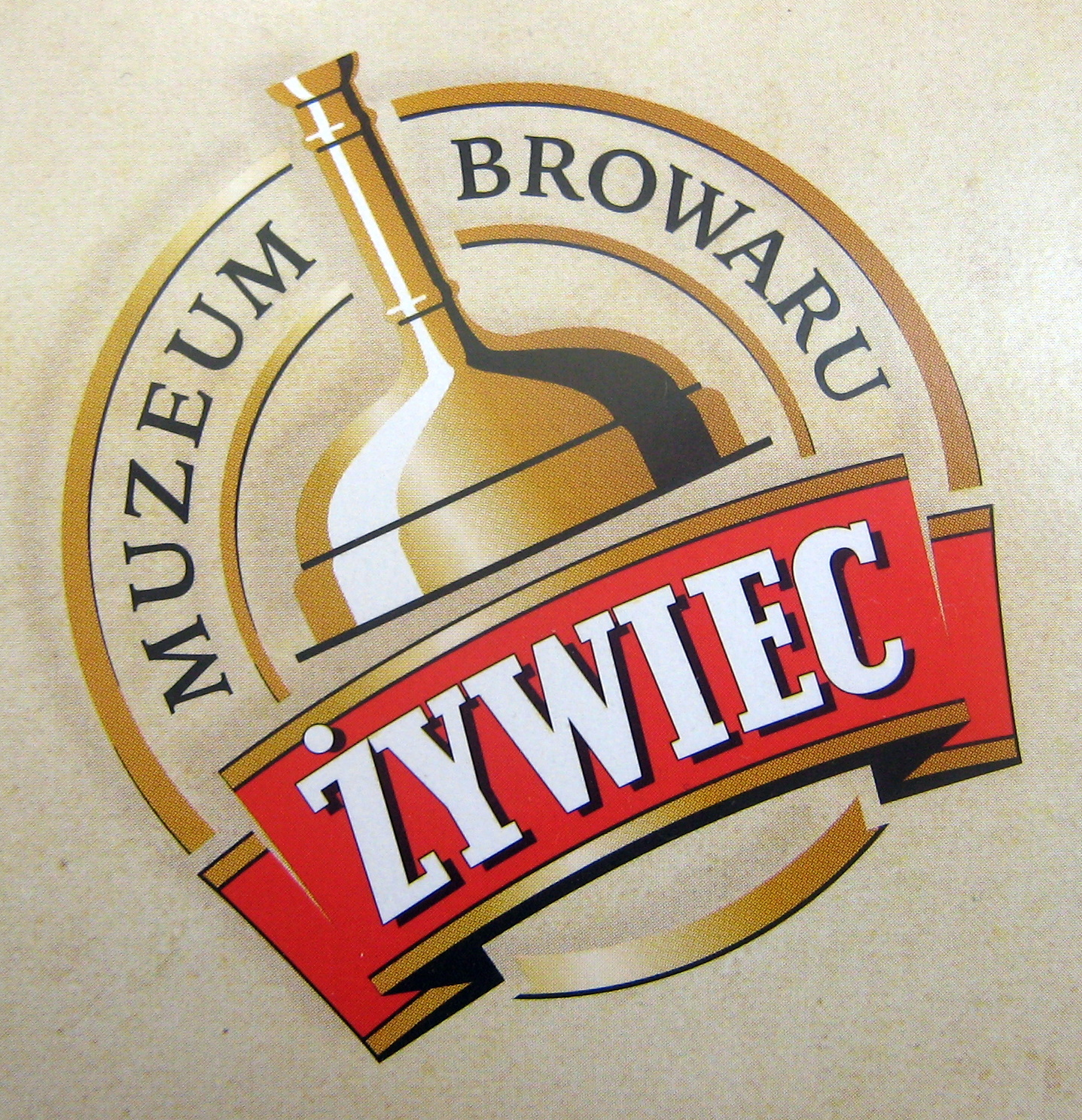
Logo muzeum

Muzeum składa się z 18 sal o łącznej powierzchni ok. 1600 m². Wnętrza – zaprojektowane przez zespół architektów pracowni Modulor oraz studio graficzne Pirus MTL – odwzorowują proces powstawania piwa w browarze.
Wizyta rozpoczyna się w Sali Trzech Żywiołów, w której można obejrzeć składniki, z których robi się piwo oraz szczegółową makietę browaru. Kolejne sale przenoszą zwiedzających przy pomocy „wehikułu czasu” do XIX-wiecznego Żywca, gdzie można obejrzeć pracownię architektoniczną, zakład bednarski, drukarnię, sklep kolonialny czy galicyjską karczmę.
Kolejne sale to już XX w. Atrakcją jest np. sala w stylu art déco z kręgielnią, sale pokazujące proces tworzenia piwa od dawnych czasów po współczesne. Całość ekspozycji uatrakcyjniają multimedialne pokazy (zdjęcia, film, dźwięk, projekcja), stworzone przez agencję Ad!venture. Zwiedzanie muzeum kończy się w salach prezentujących okres socjalizmu oraz w labiryncie wypełnionym dziesiątkami zdjęć, z którego należy znaleźć wyjście. Po zwiedzaniu możliwa jest degustacja piwa (bądź soku) w specjalnie do tego przeznaczonej sali.

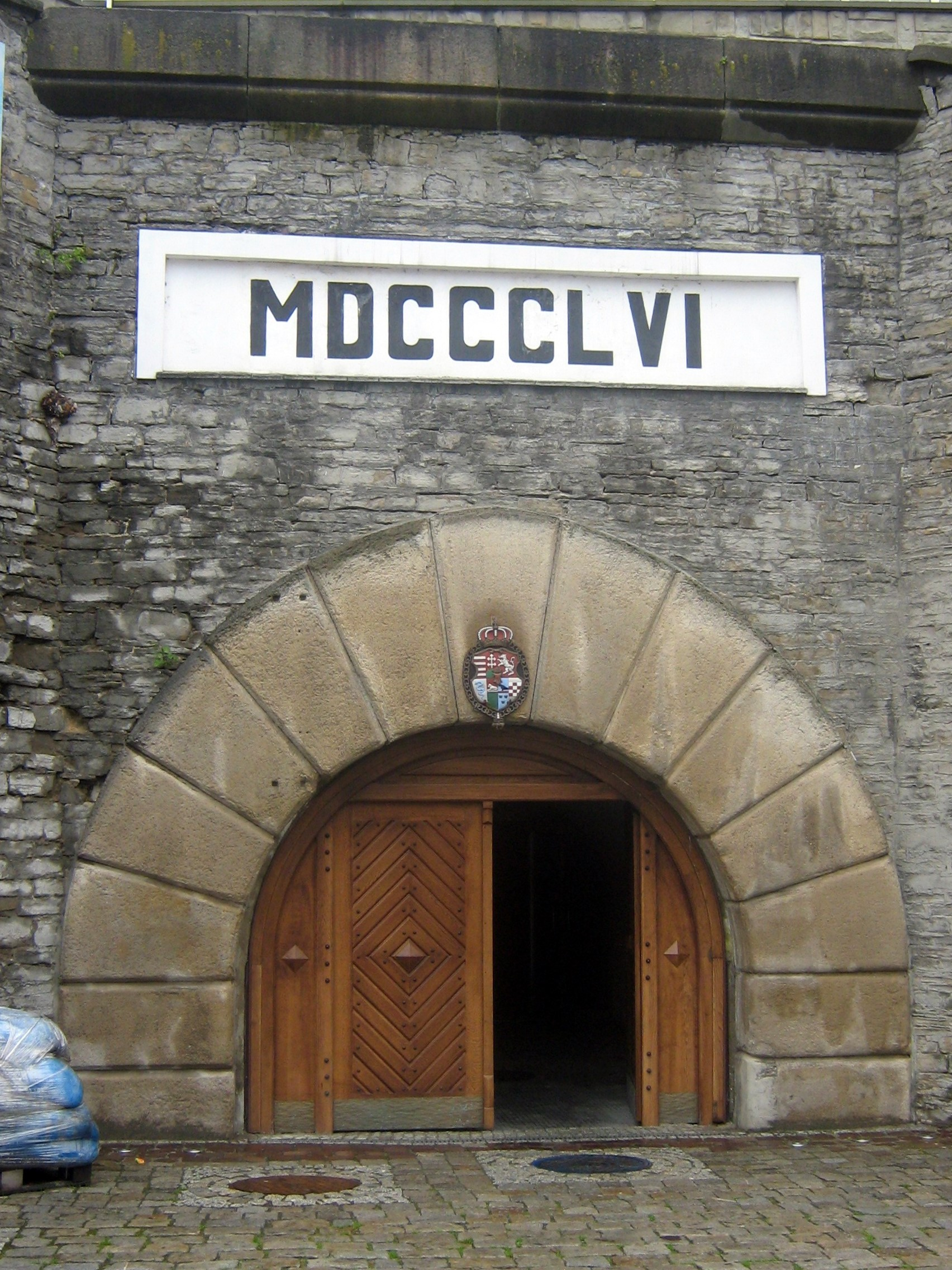
Brama muzeum
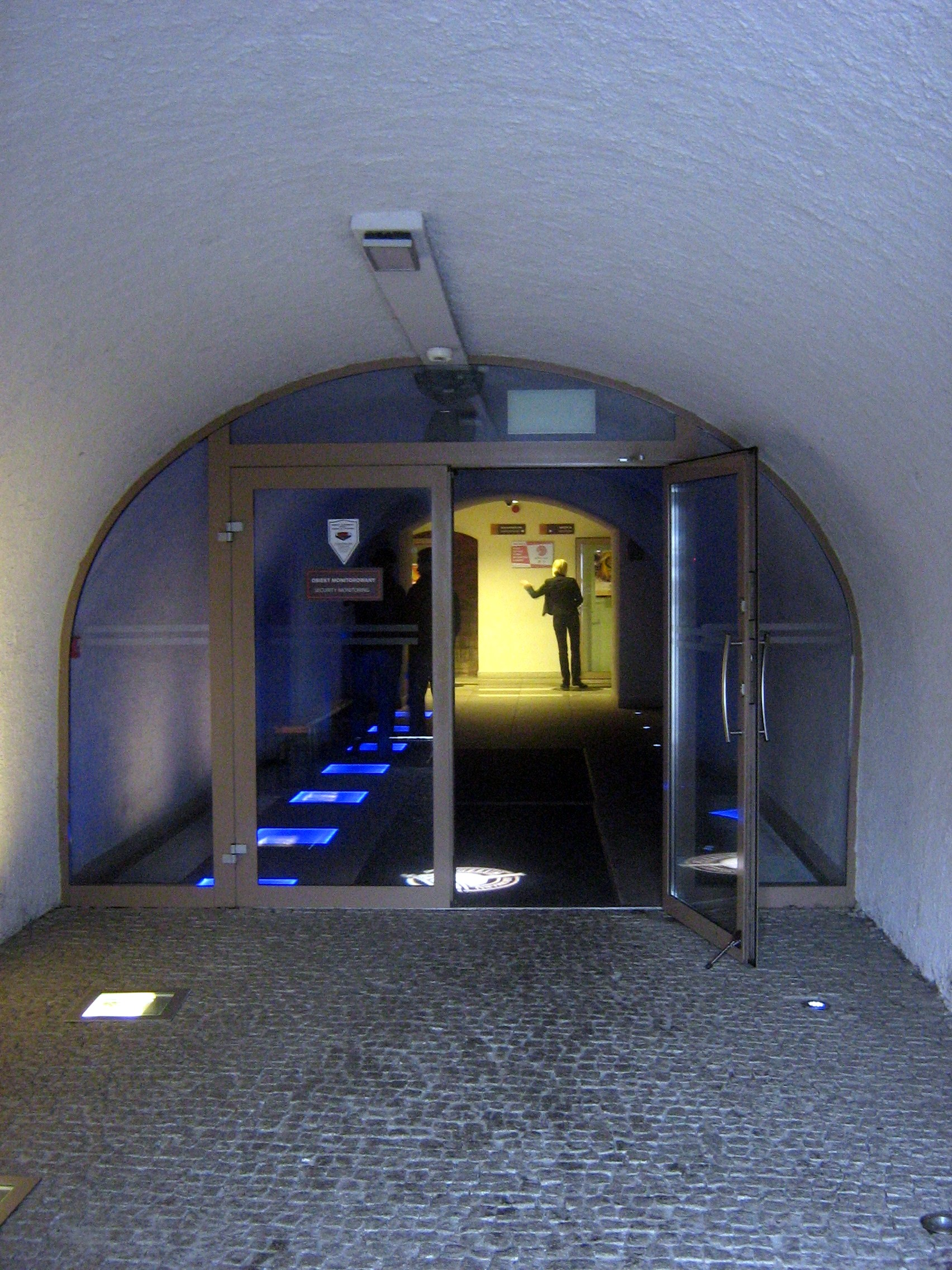
Wewnętrzne wejście do muzeum
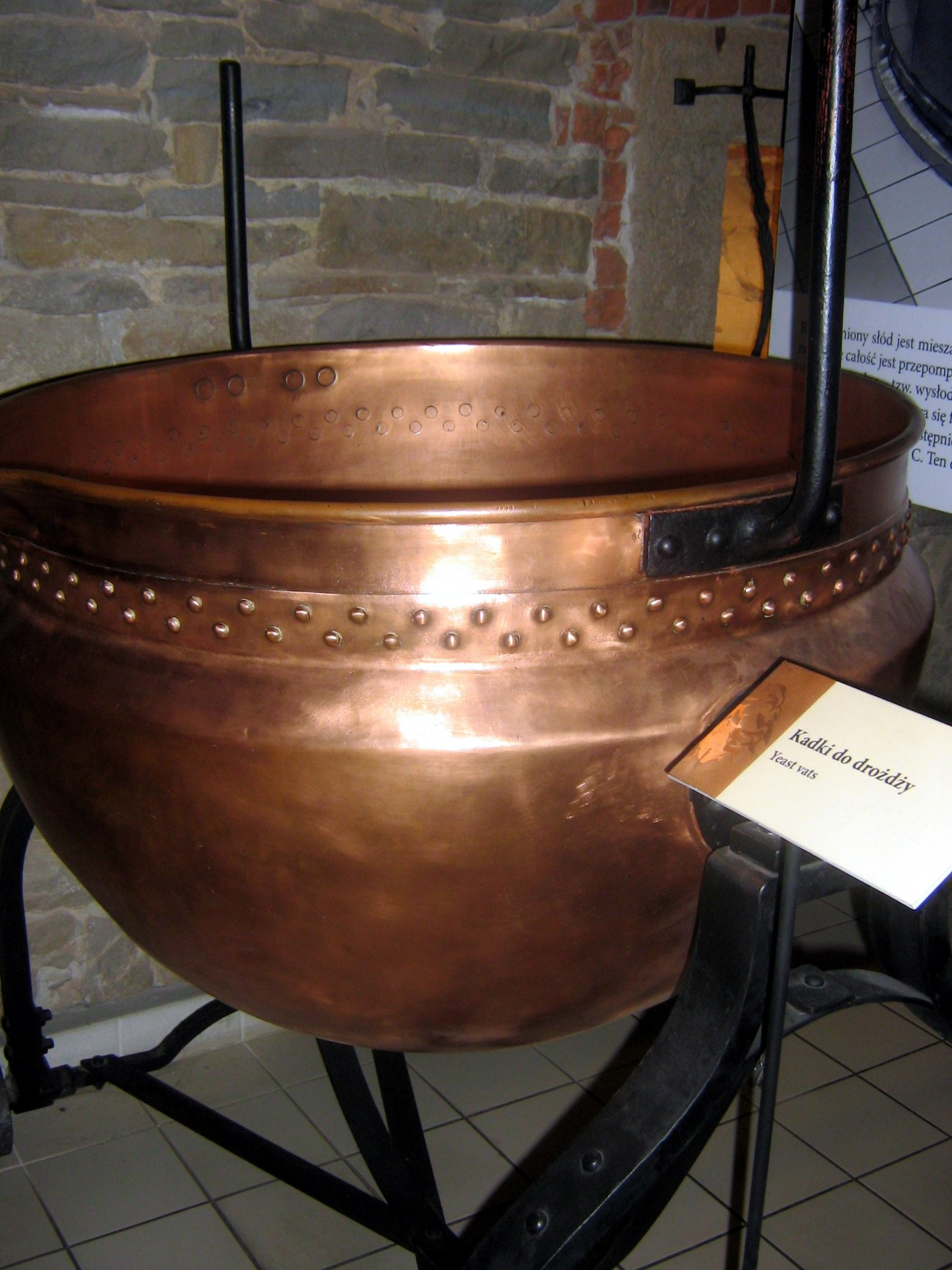
Kadka do drożdży
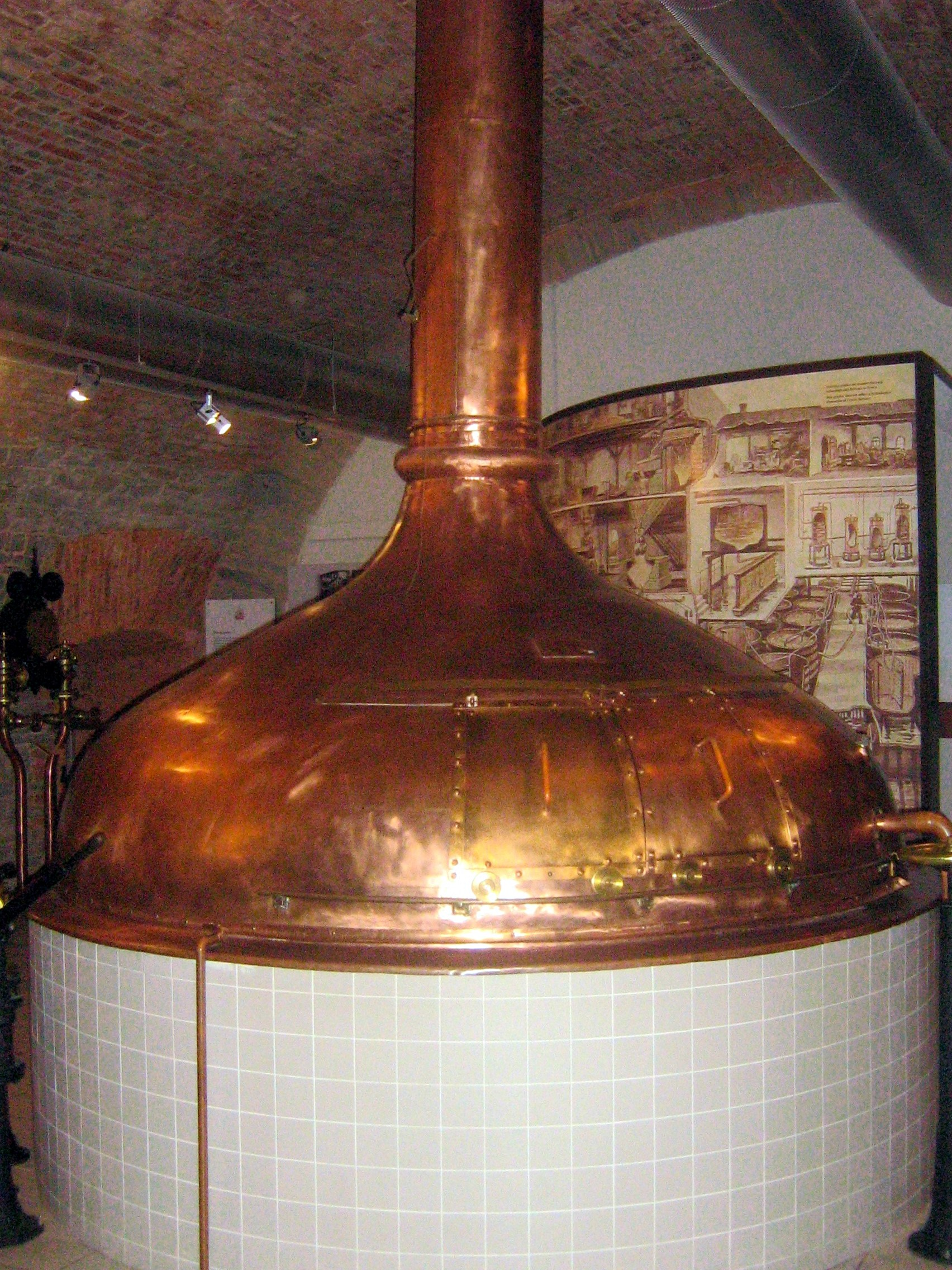
Kadź
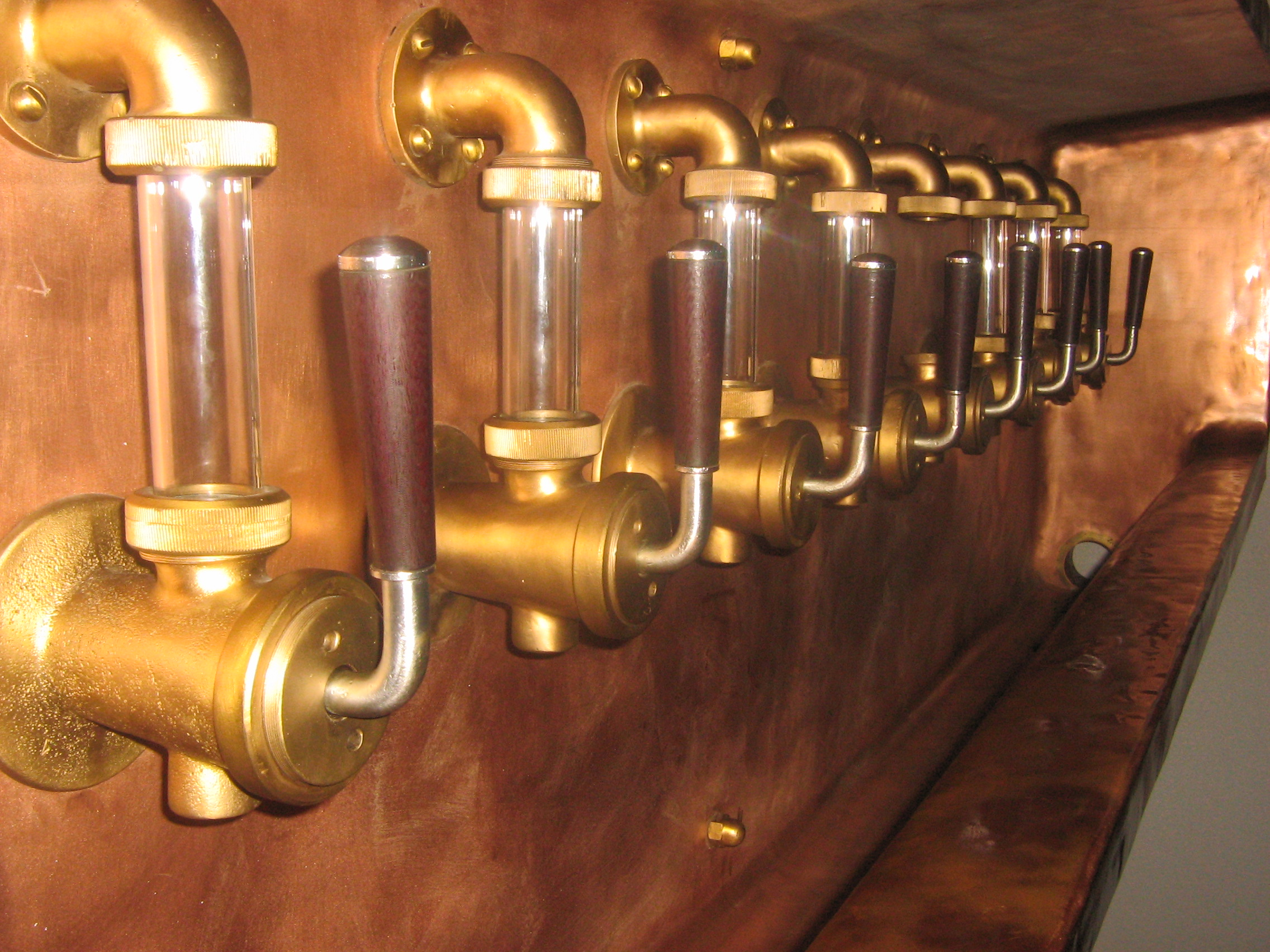
Makieta korytka brzeczkowego
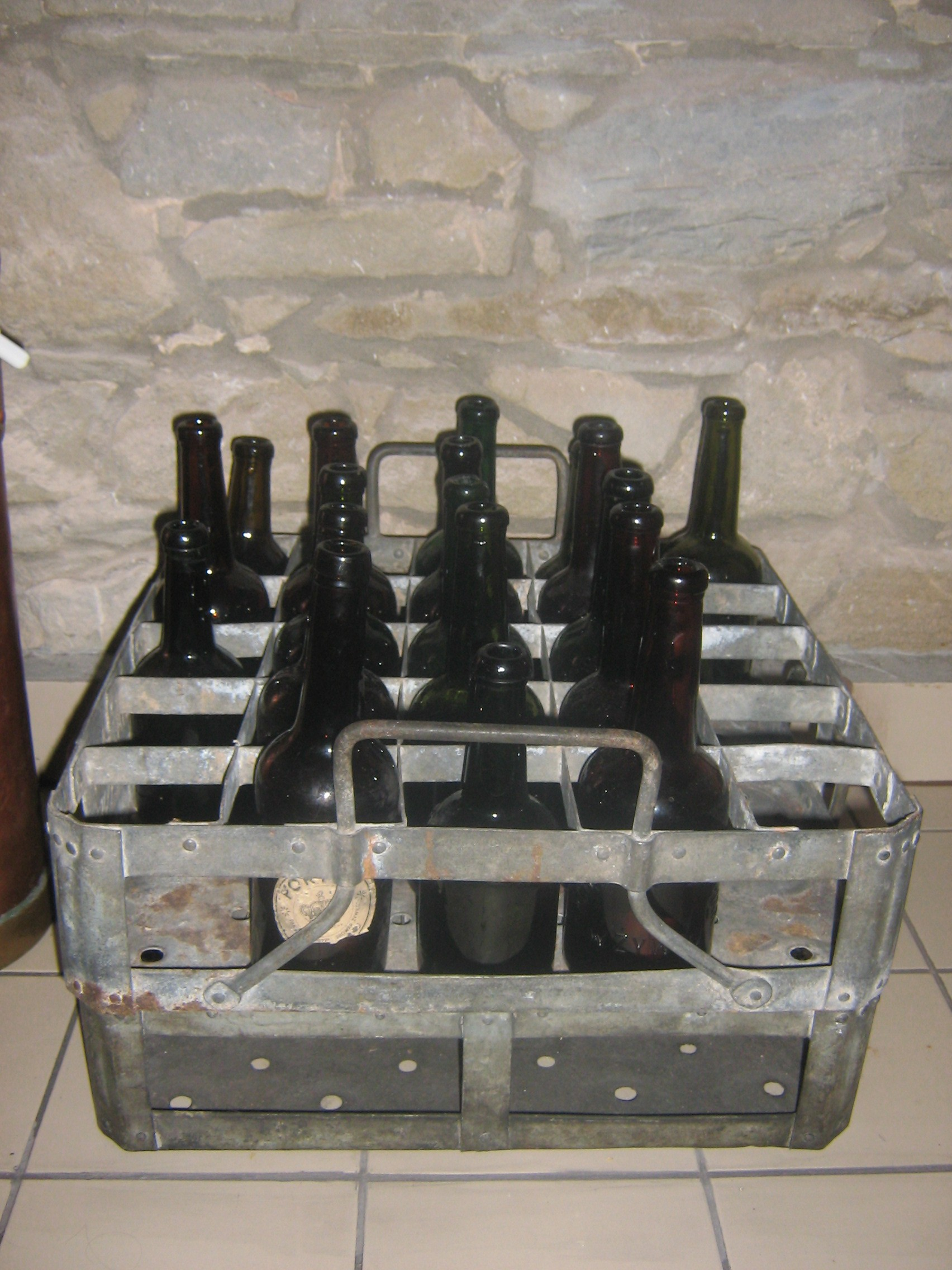
Stara skrzynka z butelkami
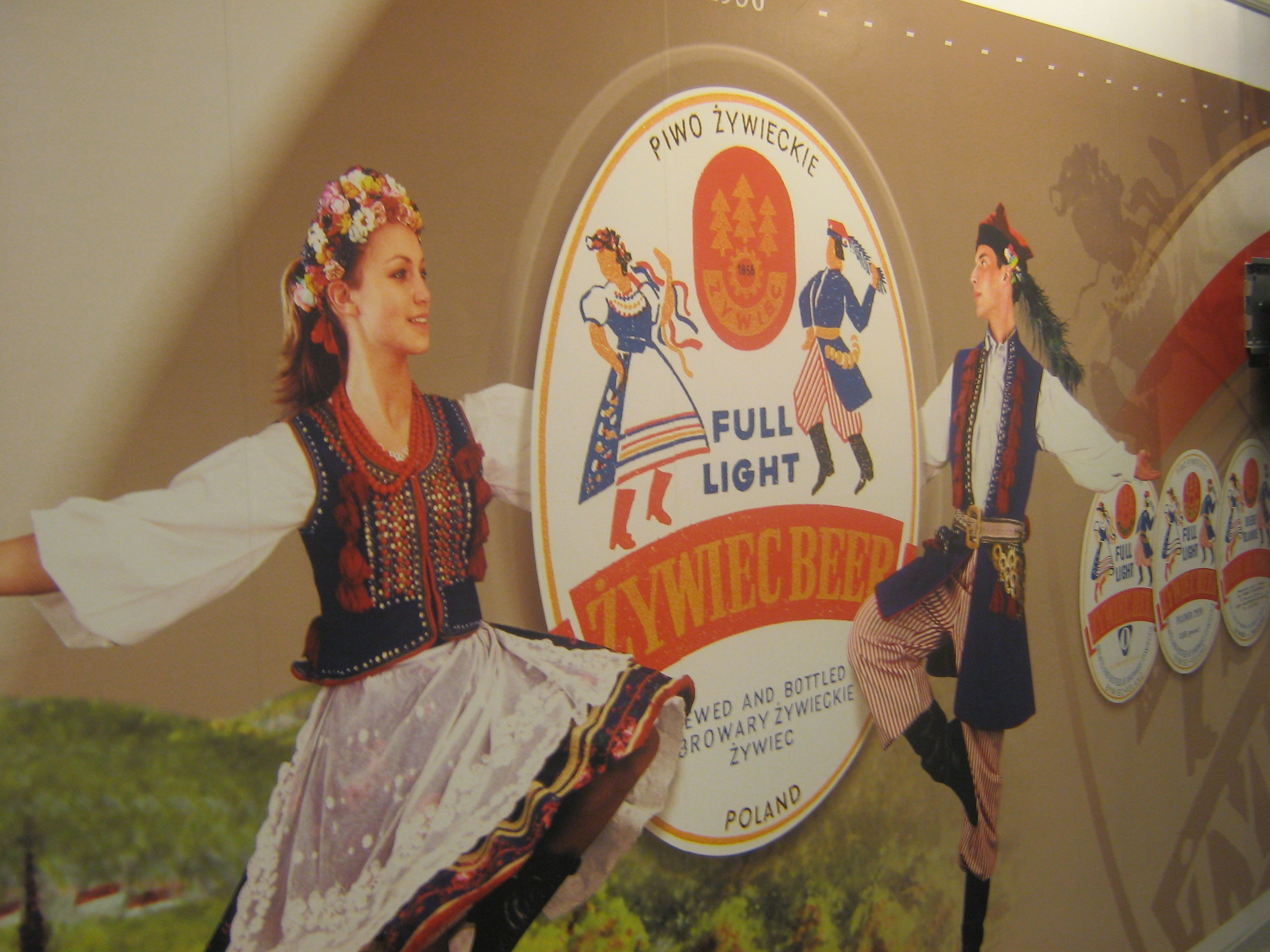
Krakowska para
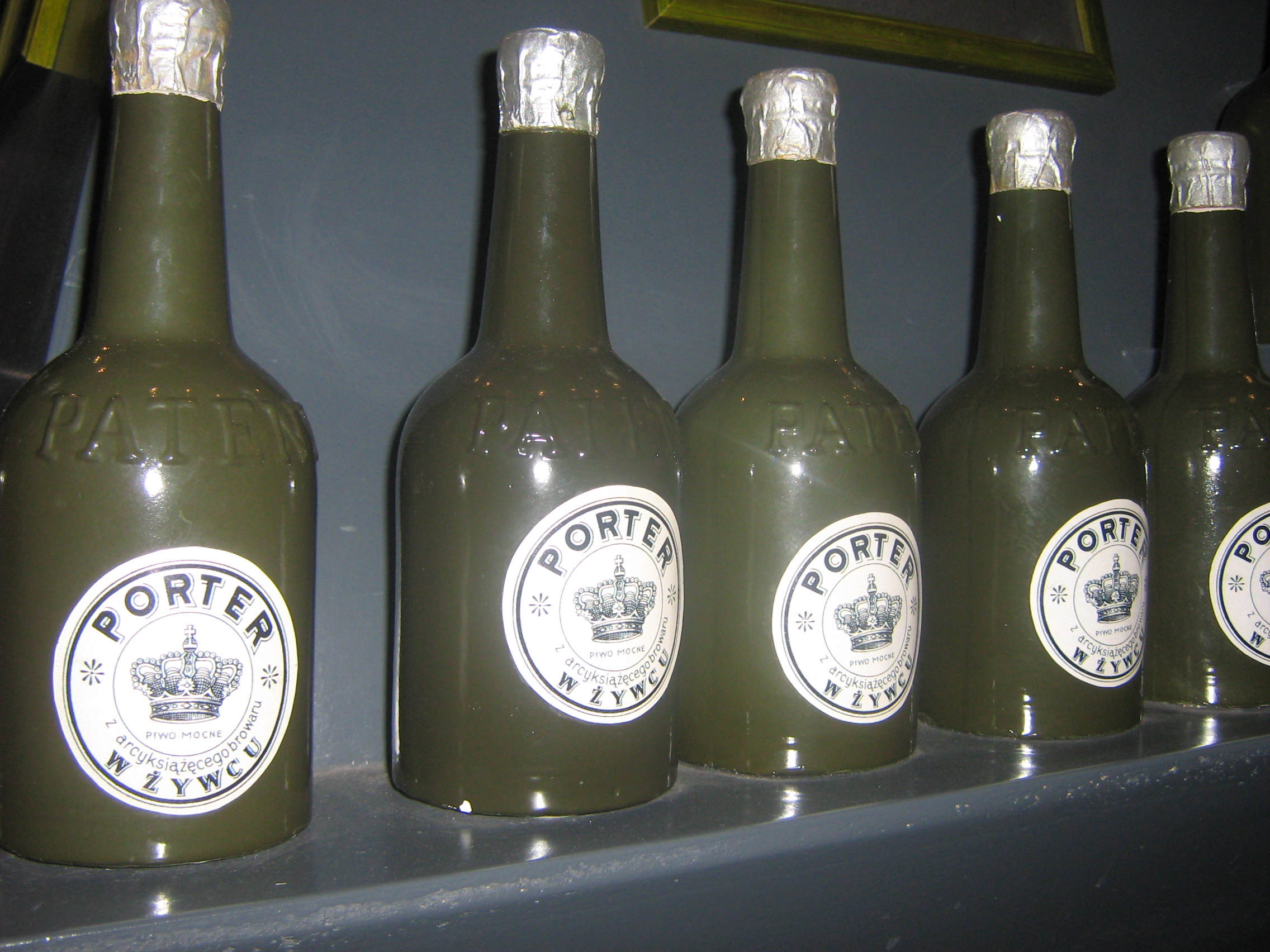
Butelki porteru
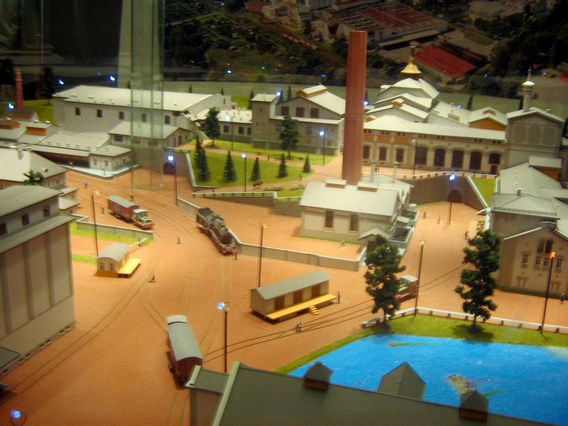
Makieta browaru
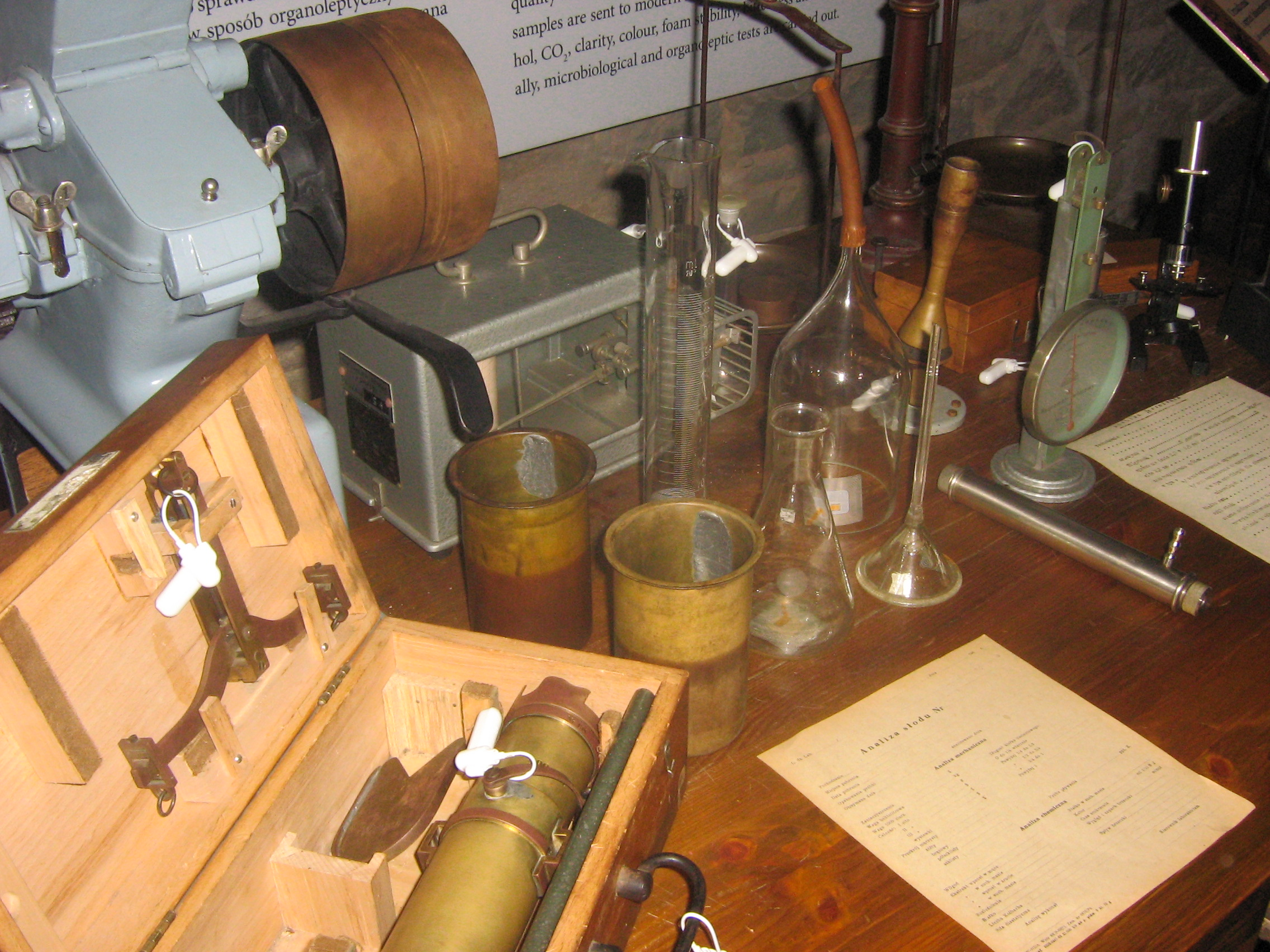
Eksponaty laboratoryjne
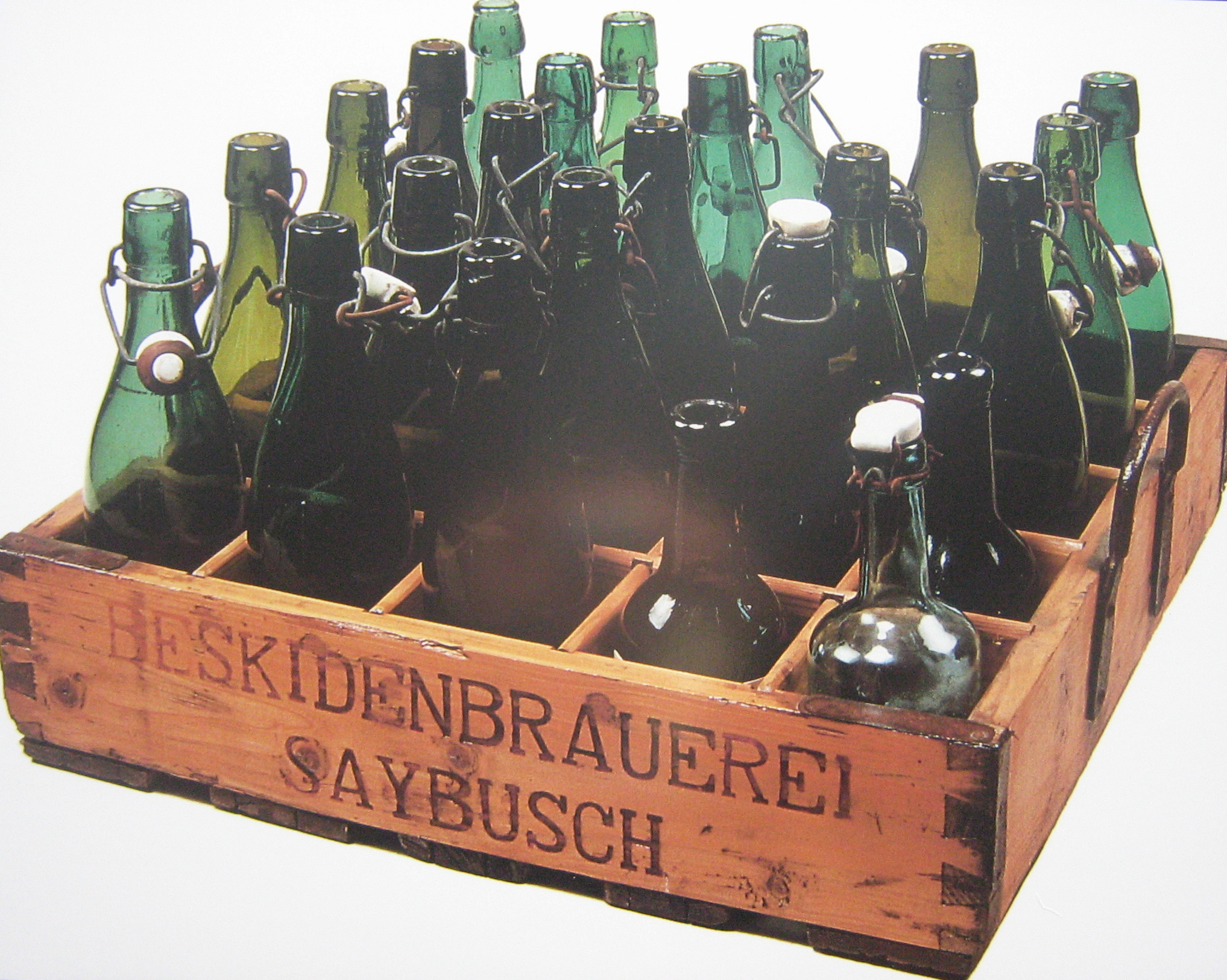
Skrzynka i butelki z okresu okupacji niemieckiej
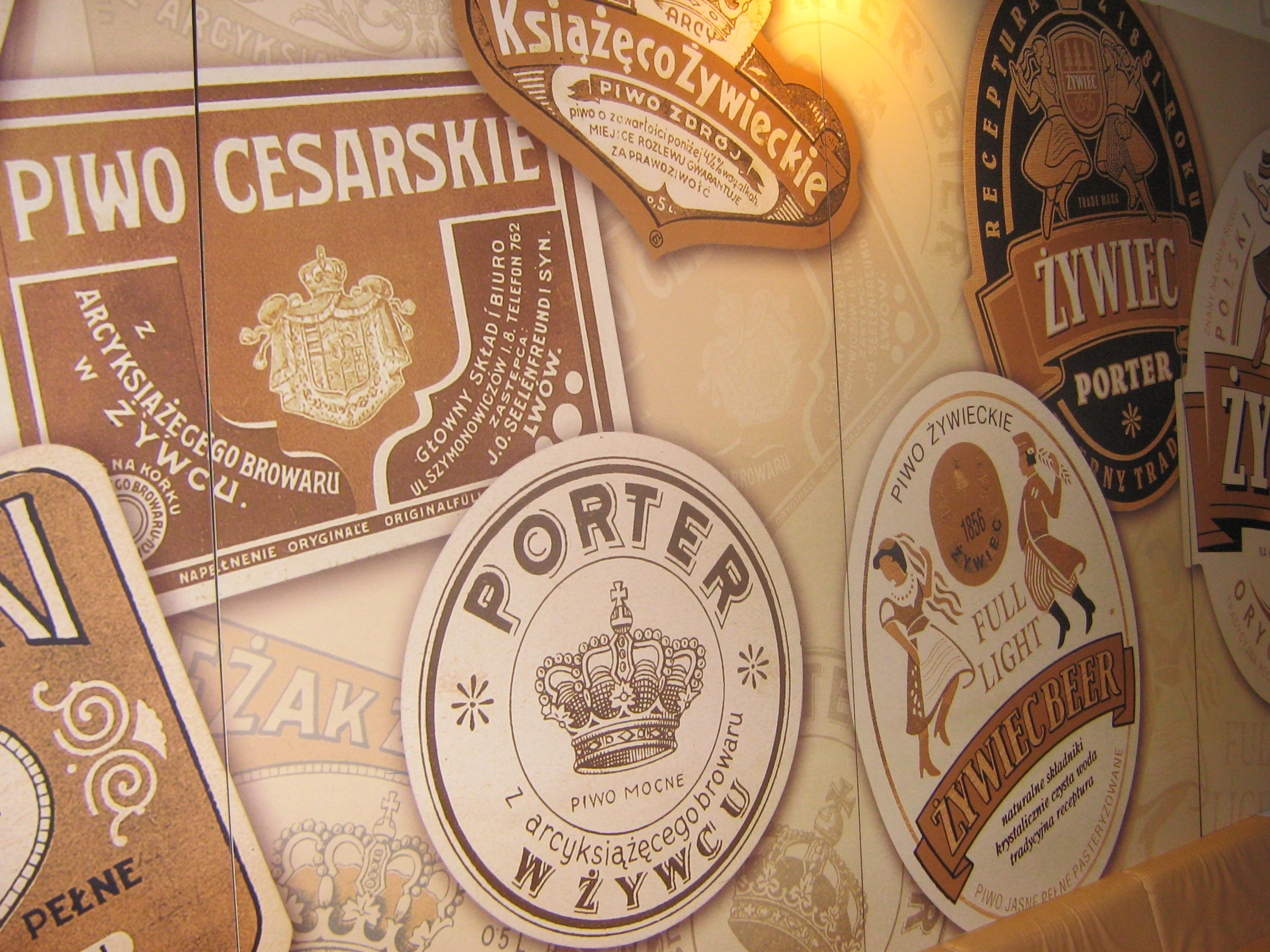
Etykiety
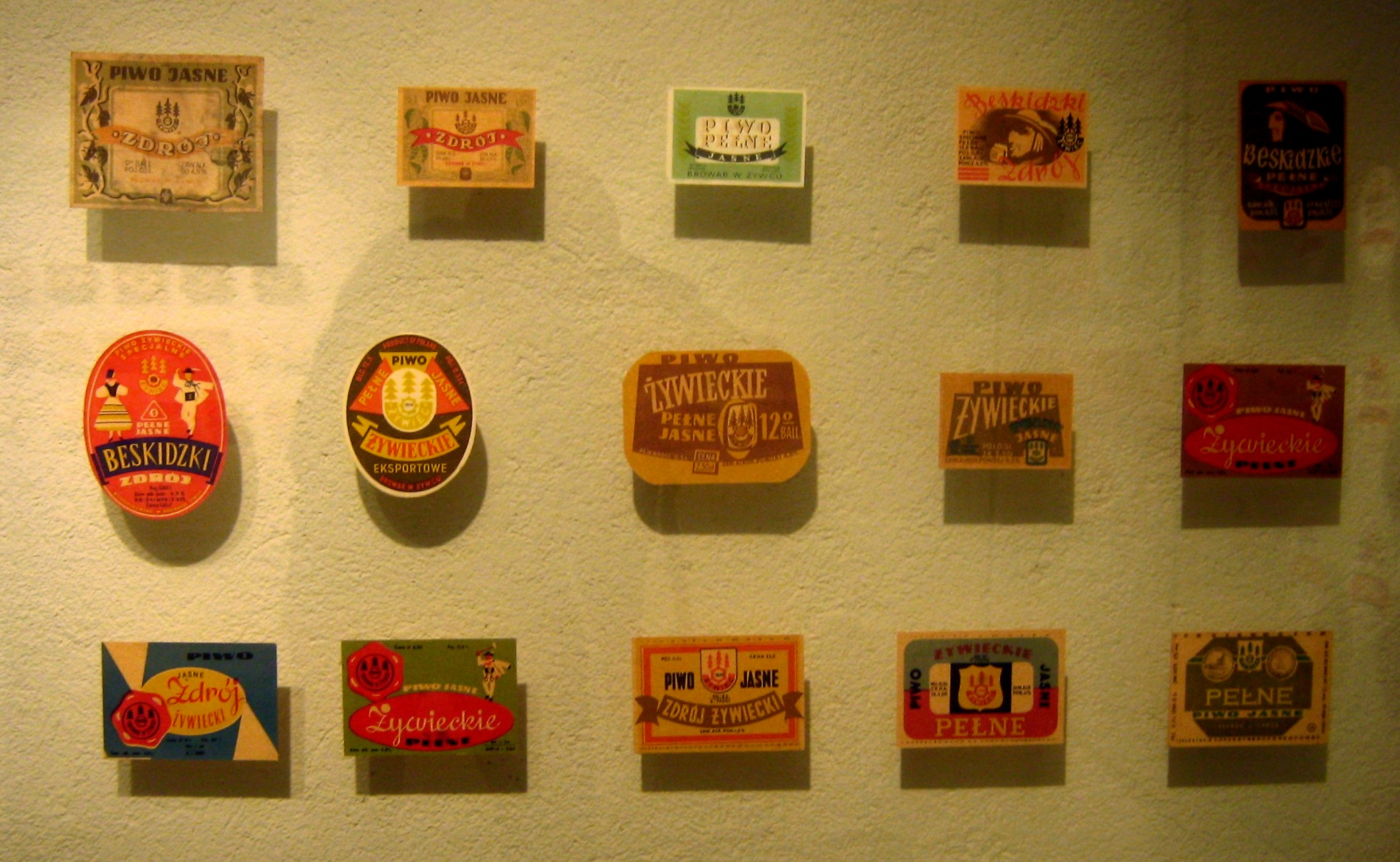
Dawne etykiety
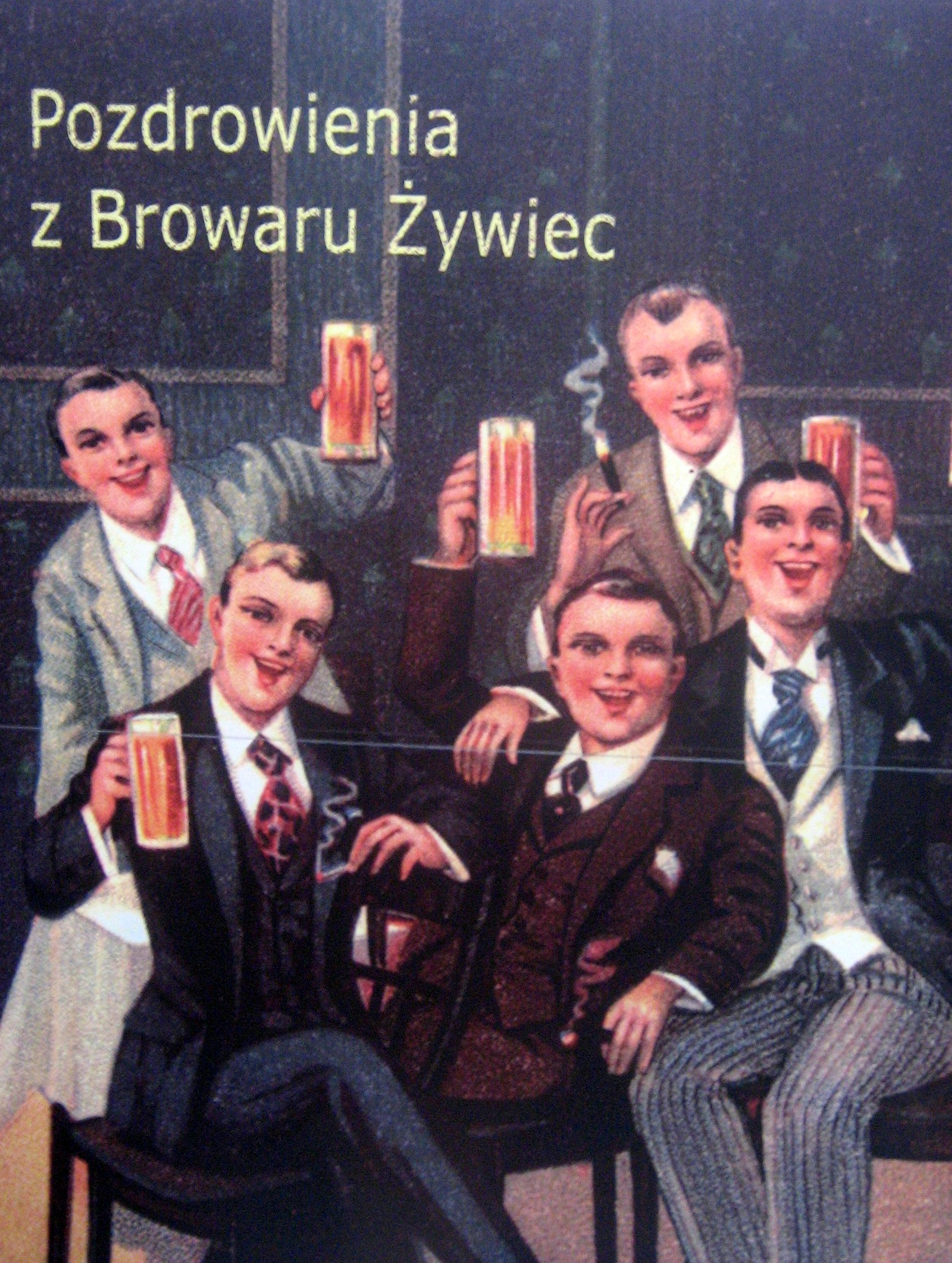
Dawna reklama browaru
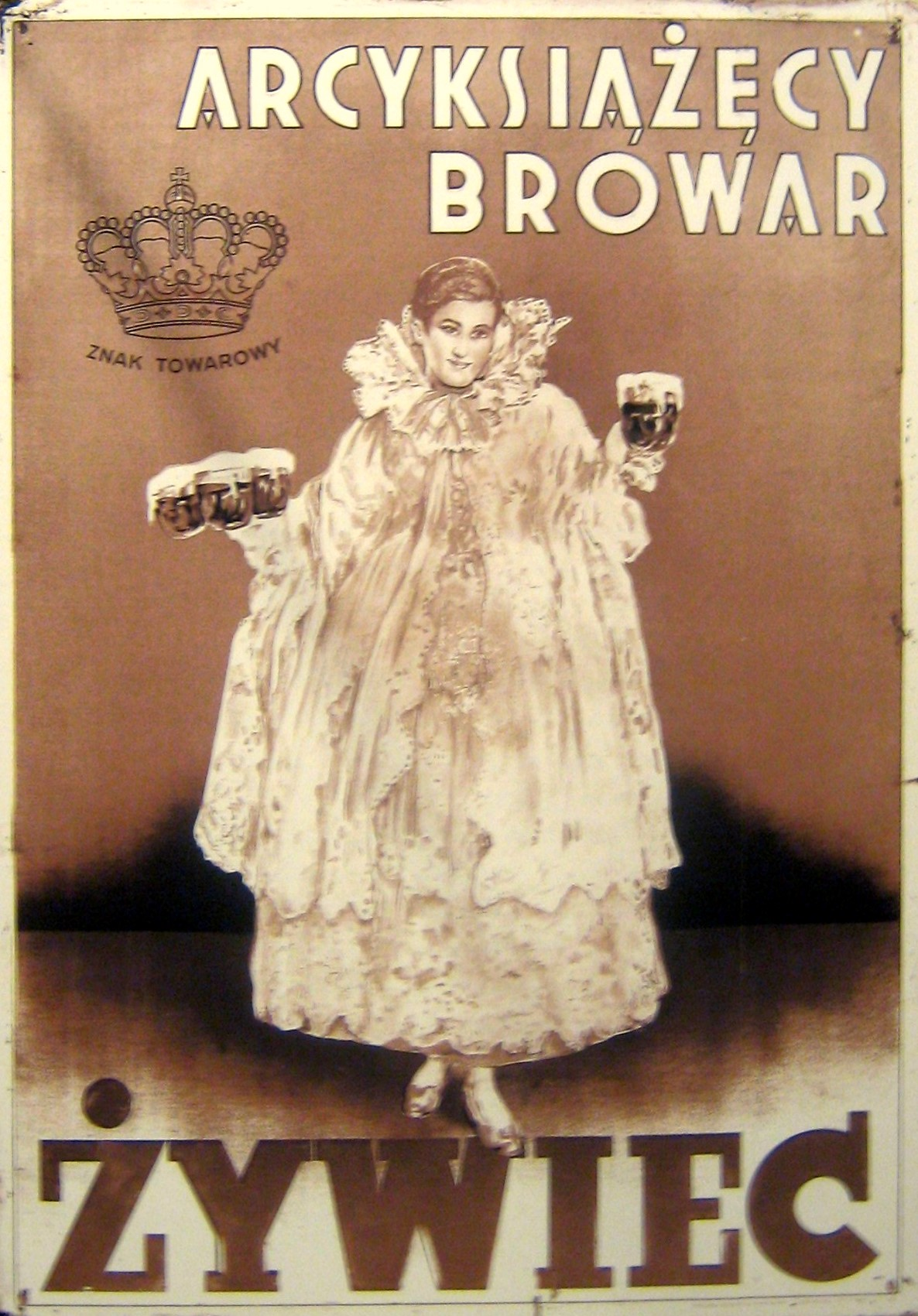
Dawna reklama browaru
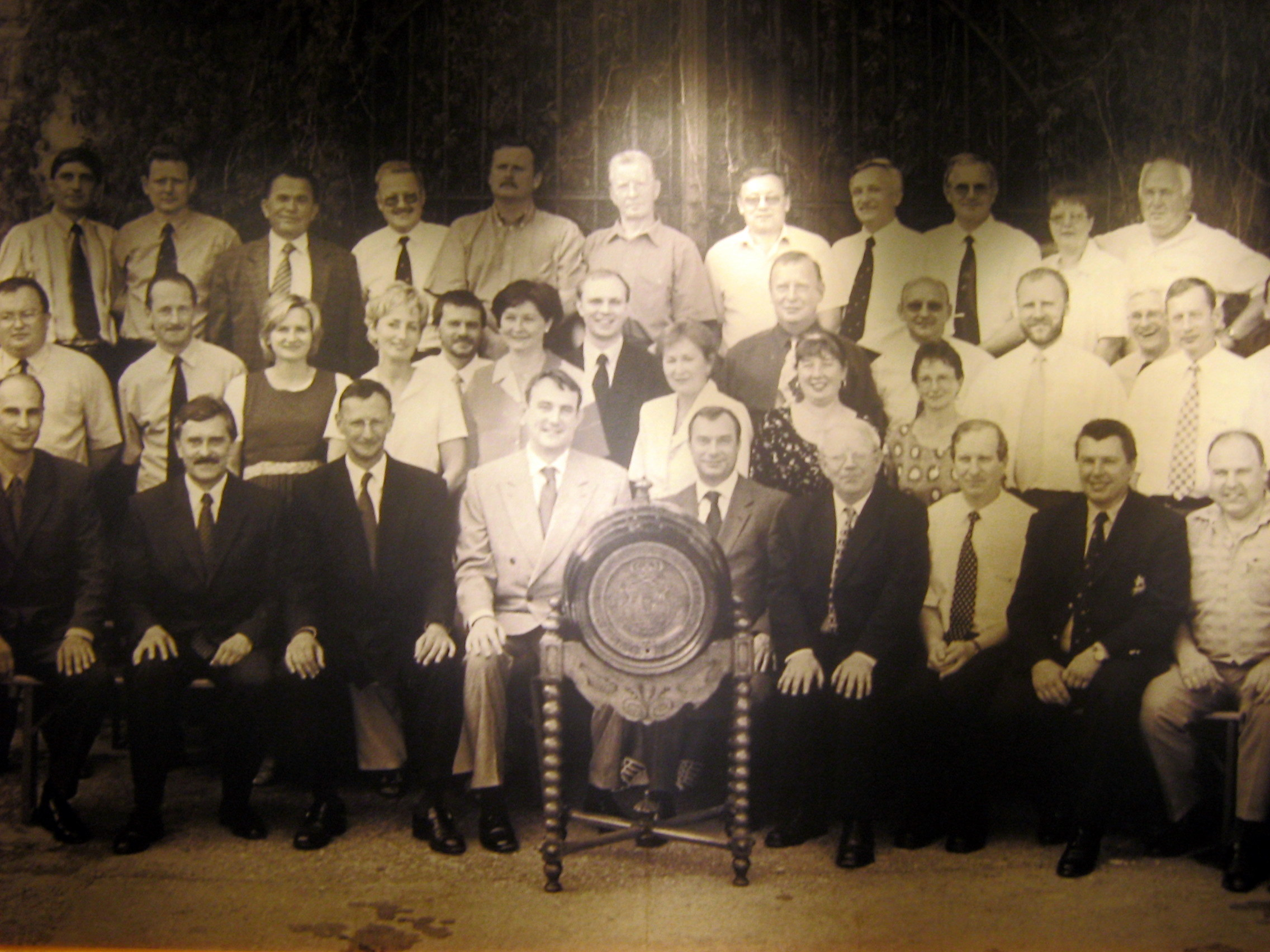
Pamiątkowe zdjęcie załogi